# Callitula pachyacra
Callitula pachyacra är en stekelart som beskrevs av Jean-Yves Rasplus 1989. Callitula pachyacra ingår i släktet Callitula och familjen puppglanssteklar.
Artens utbredningsområde är Elfenbenskusten. Inga underarter finns listade.